# Tour de la Pucelle
La tour de la Pucelle, appelée aussi Tour devers les Champs, est une tour située à Rouen, en France.

## Localisation
La tour de la Pucelle est située dans le département français de la Seine-Maritime, sur la commune de Rouen, au 102 rue Jeanne-d'Arc. Il n'en subsiste que les fondations.
Elle faisait partie du château de Rouen construit par Philippe Auguste.
Jeanne d'Arc fut emprisonnée en 1430 dans cette tour par le duc de Bedford, Jean de Lancastre, régent de France,.

## Historique

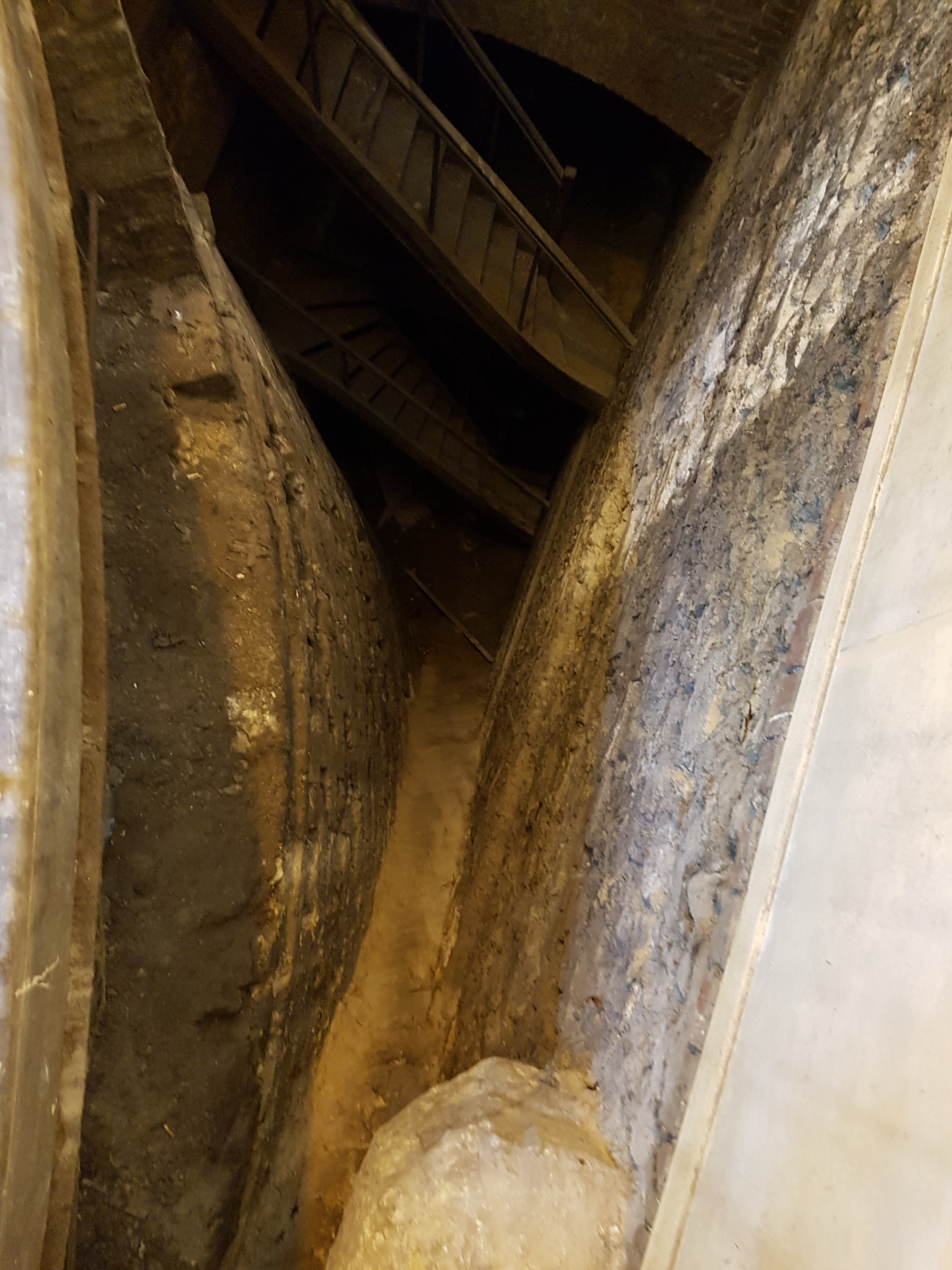
Substruction de la tour au XXIe siècle.

La tour est inscrite au titre des monuments historiques en 1926.